# Apherusa jurinei
Apherusa jurinei is een vlokreeftensoort uit de familie van de Calliopiidae. De wetenschappelijke naam van de soort werd in 1830 voor het eerst geldig gepubliceerd door Henri Milne-Edwards.